# FC Sylt
Der Fußball Club Sylt (kurz FC Sylt) war ein Fußballverein aus Schleswig-Holstein. Der Verein wurde 2008 gegründet, um der Nordseeinsel Sylt einen höherklassigen Verein zu bieten. Dennoch trug der Klub seine Heimspiele nie auf der Insel aus, sondern rund 100 Kilometer südöstlich in Fahrdorf oder Felde. 2012/13 spielte er in der Schleswig-Holstein-Liga, aus der er sich Ende September 2012 aber zurückzog.

## Geschichte
Gründer des FC Sylt ist der wohlhabende Sylter Hotelier Volker Koppelt, welcher bis 2007 den SC Norddörfer Sylt, mit dem er ursprünglich bis in den höherklassigen Fußball wollte, finanziell unterstützt hat. Nach dem Ausscheiden beim SCN stieg Koppelt beim FC Haddeby 04 aus der Kreisliga Schleswig (VII) ein, der erst drei Jahre zuvor gegründet wurde, und stieg mit Haddeby mit 223:11 Toren und 88 von 90 möglichen Punkten in die sechste Liga auf. Da Haddeby fernab von Sylt liegt, lockte Koppelt die Spieler mit Gratisurlauben auf der Nordseeinsel.
Kurz vor Ende der erfolgreichen Aufstiegssaison gründete Koppelt seinen FC Sylt, der mit dem FC Haddeby in der Sommerpause eine Spielgemeinschaft bildete, wobei der Klub einige Spiele im Sylt-Stadion austragen sollte. Aufgrund von Streitereien um das Spielrecht im Stadion gelang dies jedoch nicht, so dass die neue Spielgemeinschaft, welche jetzt als SG Sylt/Haddeby (manchmal auch FC Sylt-Haddeby genannt) an den Start ging, weiterhin in Fahrdorf bei Schleswig spielte. Dennoch wurde die SG Sylt/Haddeby souveräner Meister der Verbandsliga Nordwest (VI), was eigentlich zum Aufstieg in die Schleswig-Holstein-Liga (V), die höchste Spielklasse des Bundeslandes, berechtigt hätte. Jedoch übersah Koppelt in den Verbandsstatuten, dass Spielgemeinschaften nicht in die Schleswig-Holstein-Liga aufsteigen durften, womit Sylt/Haddeby der Aufstieg verwehrt blieb. Nach einem vom Verband abgelehnten Einspruch wurde die Spielgemeinschaft aufgelöst, wobei der FC Sylt den Startplatz der SG in der Verbandsliga übernahm und der FC Haddeby 04 in die Kreisliga Schleswig zurückgestuft wurde, in welcher der Klub nun wieder eigenständig antrat.
In der darauffolgenden Spielzeit belegte der FC Sylt erneut den ersten Platz und durfte dieses Mal auch aufsteigen. In der Schleswig-Holstein-Liga wurde als Ziel die direkte Meisterschaft angestrebt, welche mit dem dritten Platz bei 19 Punkten Rückstand auf den VfR Neumünster jedoch klar verpasst wurde, da der Saisonstart in der ersten Fünftligaspielzeit der Vereinsgeschichte misslang. Zur Regionalliga-Reform, die 2012 durchgeführt wurde, sollte der Verein diese Liga erreichen und spätestens dann auch auf Sylt spielen; beides gelang nicht. Nachdem der Verein in seinen ersten Jahren des Bestehens in Fahrdorf spielte (mit gelegentlichen Heimspielen in Kiel), spielte er 2011/12 in Felde, welches noch weiter von Sylt entfernt ist als Fahrdorf.
Nachdem es zu Beginn der Saison 2012/13 zu erheblichen vereinsinternen Querelen gekommen war, in deren Folge der Spielertrainer und neun weitere Akteure den FC verließen, meldete Koppelt die Mannschaft, die zu diesem Zeitpunkt bereits das Tabellenende zierte, am 21. September 2012 aus der Schleswig-Holstein-Liga ab; ihre Partie am zehnten Spieltag wurde kurzfristig abgesagt. Damit stand der FC Sylt auch als erster Absteiger fest. Des Weiteren verkündete Koppelt, dass der Verein in der Folgesaison in der Verbandsliga auch keinen Neuanfang wagen wolle, er sah das Projekt als gescheitert an.

## Spielort
Letzter Spielort des FC Sylt war der Sportplatz Felde aus der gleichnamigen Gemeinde westlich von Kiel, auf dem normalerweise die TuS Felde ihre Spiele austrägt. Zuvor trug Sylt seine Heimspiele auf dem Lundbarg-Platz in Fahrdorf aus. Lag der Spielort des FC Sylt zu Zeiten Haddebys noch 90 km von der Insel Sylt entfernt, war die Distanz nun auf 120 km angewachsen.
Ursprünglich sollte der FC Sylt auf Sylt spielen, um die Insel zu repräsentieren. Das dortige Sylt-Stadion fasst 12.000 Zuschauer und wäre nicht schwer regionalligatauglich zu machen. Der Pächter des Stadions, das Team Sylt, war bislang jedoch nicht bereit, das Stadion für den FCS als Untermieter freizugeben. Dafür war sich der Verein später mit den Besitzern eines ehemaligen Bundeswehrgeländes in List einig, so dass der FC seine Heimspiele ab dem Jahreswechsel 2011/2012 auf der namensgebenden Insel hätte austragen können. Stattdessen spielte die Ligaelf jedoch 2012 zunächst in Felde und dann sogar kurzzeitig im Itzehoer Driver & Bengsch Stadion.